# Liste der Naturdenkmale in Hüllhorst
Die Liste der Naturdenkmale in Hüllhorst führt die Naturdenkmale in Hüllhorst im Kreis Minden-Lübbecke in Nordrhein-Westfalen auf.

## Naturdenkmale
| Bild | Nummer | Objektbezeichnung         | Gemarkung       | Flurstück   | Lagebeschreibung                                                             | Bemerkung | Koordinaten                 |
| ---- | ------ | ------------------------- | --------------- | ----------- | ---------------------------------------------------------------------------- | --------- | --------------------------- |
|      | A.4.1  | 1 Buche                   | Ahlsen          | 6 - 92      | östlich der Böschungskante in der Rottkamps Wiese                            | G         | 52° 16′ 50″ N, 8° 39′ 46″ O |
|      | A.4.2  | 1 Kastanie                | Holsen          | 4 - 228/119 | an der L 876 (Schnathorster Straße) oberhalb der Boden- und Bauschuttdeponie | G         | 52° 16′ 24″ N, 8° 41′ 47″ O |
|      | A.4.3  | 2 Eichen                  | Hüllhorst       | 4 - 200     | südlich des Wohnhauses                                                       | G         | 52° 16′ 13″ N, 8° 39′ 38″ O |
|      | A.4.4  | 1 Eiche                   | Oberbauerschaft | 17 - 27     | nordwestlich des Hofes in der Wiese am Räudenbach                            | G         | 52° 15′ 33″ N, 8° 36′ 37″ O |
|      | A.4.5  | 1 Eiche                   | Schnathorst     | 5 - 148     | südlich des Schnathorster Berges an der Ecke Bergstraße (L 803)/Im Buchholz  | G         | 52° 17′ 0″ N, 8° 42′ 34″ O  |
|      | A.4.6  | 1 Linde                   | Schnathorst     | 5 - 119     | an der Ostseite der Wittekindstraße im Habbenfeld                            | G         | 52° 16′ 49″ N, 8° 42′ 33″ O |
|      | A.4.7  | 1 Hainbuche               | Oberbauerschaft | 19 - 113    | südlich des Wohnhauses                                                       | G         | 52° 15′ 49″ N, 8° 36′ 20″ O |
|      | A.4.8  | 1 Winterlinde             | Oberbauerschaft | 18 - 24     | an der Nordseite des Fachwerkgebäudes                                        | G         | 52° 15′ 35″ N, 8° 35′ 52″ O |
|      | A.4.9  | 4 Linden                  | Huchzen         | 6 - 183     | westlich des Gehöftes                                                        | G         | 52° 14′ 27″ N, 8° 41′ 15″ O |
|      | A.4.10 | 1 Buche, 1 Eiche, 1 Linde | Oberbauerschaft | 16 - 9      | westlich des Gehöftes                                                        | G         | 52° 15′ 57″ N, 8° 37′ 6″ O  |
|      | A.4.11 | 2 Eichen                  | Oberbauerschaft | 16 - 51     | südlich des Gehöftes                                                         | G         | 52° 15′ 42″ N, 8° 36′ 40″ O |
|      | A.4.12 | 1 Eiche                   | Hüllhorst       | 6 - 44      | südlich des Weges                                                            | G         | 52° 15′ 37″ N, 8° 42′ 9″ O  |
|      | B.4.1  | 1 Sommerlinde             | Holsen          | 3 - 122     | an der Nordwestecke des Wohnhauses                                           | G         | 52° 16′ 55″ N, 8° 41′ 43″ O |
|      | B.4.2  | 1 Stieleiche              | Hüllhorst       | 5 - 209     | östlich des Hauses direkt am Gartenweg                                       | G         | 52° 16′ 20″ N, 8° 40′ 18″ O |
|      | B.4.3  | 1 Bergahorn               | Oberbauerschaft | 1 - 170     | im Garten des Restaurants „Niedermeiers Hof“                                 | G         | 52° 16′ 54″ N, 8° 38′ 5″ O  |
|      | B.4.4  | 1 Hainbuche               | Oberbauerschaft | 1 - 243     | in Südostecke des Grundstückes                                               | G         | 52° 16′ 51″ N, 8° 38′ 10″ O |

## Anmerkung
1. ↑  G=Gehölz, F=Flächenhaftes Objekt, Geo=Geologisches Objekt